# Cmentarz żydowski w Hrubieszowie
Cmentarz żydowski w Hrubieszowie – znajduje się u zbiegu ulic Kruczej i Targowej. Data jego powstania pozostaje nieznana. Ma powierzchnię 2,5 ha. 
W czasie II wojny światowej był miejscem masowych egzekucji. w czerwcu 1942 Niemcy rozstrzelali tam ok. 500 Żydów.
Hrubieszowskich Żydów upamiętnia Ściana Pamięci złożona ze 110 fragmentów macew (najstarsze pochodzą z XVII wieku). Ofiary Holocaustu upamiętnia też marmurowy pomnik wzniesiony z inicjatywy Abrama Sterna.